# ミュンスター (レヒ)
ミュンスター (ドイツ語: Münster) はドイツ連邦共和国バイエルン州シュヴァーベン行政管区のドナウ＝リース郡に属す町村（以下、本項では便宜上「町」と記述する）で、ライン行政共同体を構成する市町村の一つである。

## 地理
ミュンスターはアウクスブルク開発計画地域に位置する。

### 自治体の構成
この町は、公式には3つの地区 (Ort) からなる。このうち小集落や孤立農場などを除く集落は首邑のミュンスターだけである。

### 隣接する市町村
- エルガウ（アウクスブルク郡）
- ホルツハイム（ドナウ＝リース郡）
- ライン（ドナウ＝リース郡）
- ティーアハウプテン（アウクスブルク郡）

## 歴史
ミュンスターはアイルランド＝スコットランド系の修道士が創設したと考えられている。この町は後にバイエルン選帝侯領のレントアムト・ミュンヘン、ライン地方裁判所管区に属した。1803年の世俗化までシトー会のニーダーシェーネンフェルト修道院がこの町の重要な領主であった。バイエルンの行政改革に伴う1818年の市町村改革により現在の自治体が成立した。

### 人口推移
- 1970年 735人
- 1987年 856人
- 2000年 1,028人

## 引用
1. ↑  https://www.statistikdaten.bayern.de/genesis/online?operation=result&code=12411-003r&leerzeilen=false&language=de Genesis-Online-Datenbank des Bayerischen Landesamtes für Statistik Tabelle 12411-003r Fortschreibung des Bevölkerungsstandes: Gemeinden, Stichtag (Einwohnerzahlen auf Grundlage des Zensus 2011)
2. ↑  Bayerische Landesbibliothek Online